# Cyril de Turckheim
Pour les articles homonymes, voir de Turckheim.
 (septembre 2008).
Si vous disposez d'ouvrages ou d'articles de référence ou si vous connaissez des sites web de qualité traitant du thème abordé ici, merci de compléter l'article en donnant les références utiles à sa vérifiabilité et en les liant à la section « Notes et références ».
Cyril de Turckheim, né à Paris en 1951, est un compositeur, producteur, orchestrateur et réalisateur de documentaires français.

## Biographie
Cyril de Turckheim est issu de la famille noble protestante de Turckheim, dans le Haut-Rhin,.
Il est le cousin de Charlotte de Turckheim
Cyril de Turckheim travaille dans des domaines aussi différents que la chanson, le théâtre, la danse contemporaine, le cinéma et la télévision. Collaborant, entre autres, avec Robert Charlebois, Gilles Bouillon, Alexandre Révérend, Régine Chopinot, Nariné Simonian, Charlotte de Turckheim (sa cousine), Daniel Leconte, etc.
Dans les années 1980, Cyril de Turckheim fait partie de l'aventure Japanimation initiée en France par les productions IDDH, Signé Cat's Eyes, les petits malins, Denver, le dernier dinosaure, Tortues Ninja...
En 1982 il sort un album intitulé Turckheim.
Depuis, Cyril de Turckheim a composé la musique de plus de trente séries de dessins animés dont Les Triplés, Les Malheurs de Sophie, Les Drôles de petites bêtes...
À partir de 2005, parallèlement à ses activités musicales, il entame une carrière d'auteur réalisateur de documentaires pour la chaîne de télévision franco-allemande ARTE, avec des documentaires tels que Morphologie à l'École des Beaux-Arts ou Où sont les femmes.

## Filmographie

### Comme compositeur
- 1983 Lucky Luke
- 1986 Moi Renart
- 1990 Barnyard commandos
- 1991 Les Aventures de la Famille Glady
- 1991 Bucky O'Hare... contre les Krapos !
- 1998 Mémoires d'une princesse tibétaine de Véronique Bonnet-Nora (documentaire sur Rinchen Dolma Taring)[5]
- 1988 Molierissimo
- 1998 Les Malheurs de Sophie
- 1998 Tristan & Iseult  La Légende Oubliée
- 1999 Les Enfants de Toromiro
- 2002 Les Drôles de petites bêtes
- 2006 Les Copains de la forêt
- 2009 Linus et Boom
- 2014 Les Triplés

### Comme réalisateur
Il a réalisé plusieurs documentaires pour la télévision :
- 2007 : Les Mains éblouies
- 2007 : Maeght, une histoire de famille
- 2008 : Où sont les femmes ?
- 2009 : Je suis moche et j'emballe